# Проблема количества рядов гуттуральных в праиндоевропейском языке
Пробле́ма коли́чества рядо́в гуттура́льных в праиндоевропе́йском языке́ — научная проблема, возникшая в 70-е годы XIX века. Долгое время учёные не могли достичь консенсуса в отношении количества реконструируемых для праиндоевропейского языка рядов заднеязычных.

## История

### Трёхрядная гипотеза
Полагает, что в праязыке было три ряда заднеязычных: палатовелярный, велярный чистый, лабиовелярный. Такое положение принимают Г. Асколи, К. Бругман, А. Лескин, О. Семереньи, Ф. Ф. Фортунатов, С. К. Булич, А. И. Соболевский, И. М. Тронский, Т. В. Гамкрелидзе, Вяч. Вс. Иванов и другие.

### Двухрядные гипотезы
А. Мейе, Г. Хирт, В. А. Богородицкий, В. К. Журавлёв, А. Н. Савченко признают только чистый велярный и лабиовелярный ряды, утверждая, что палатализованные развились в сатемных языках вторично. Е. Курилович и Х. Райхельт, напротив, принимают существование только велярных и палатализованных, стоя на том, что лабиовелярные развились в кентумных языках вторично.

### Однорядная гипотеза
Постулирует лишь один ряд заднеязычных, по-разному расщепившийся в кентумных и сатемных языках. Такой концепции придерживаются С. Младенов и Я. Сафаревич.
Строго говоря, различные гипотезы не являются взаимоисключающими. Они могут отражать различные эволюционные состояния праиндоевропейского языка. Поэтому, более корректной является постановка вопроса о количестве рядов гуттуральных непосредственно перед распадом индоевропейского языкового единства.

## Современное состояние
На данный момент наиболее признанной является трёхрядная гипотеза, которая обосновывается на материале албанского и лувийского.
Албанский язык сохранил следы всех трёх рядов заднеязычных.
| Велярные чистые | Примеры                                                                                      |
| --------------- | -------------------------------------------------------------------------------------------- |
| *g>g            | алб. gjuhë/gluhë «язык» при др.-исл. kalla «звать», ирл. gall «знаменитый», ст.‑слав. гласъ. |
| *k>k            | алб. kam «иметь» при лат. capiō «беру, получаю», гот. haban «иметь»                          |
| *gh>g           | алб. mjegull «облако» при др.-греч. ὁμίχλη «туман», лит. miglà, ст.‑слав. мьгла              |

| Палатовелярные | Примеры |
| -------------- | --- |
| **g'>*dz>dh    | алб. dhëmb/dhamb «зуб» при санскр. जम्भः (jambhaḥ) «зуб», др.-греч. γόμφος «колышек», тох. А kam «зуб», тох. В keme «зуб», латыш. zuobs «зуб», ст.‑слав. зѫбъ |
| **k'>*c>th     | алб. thjermë «серый» при лит. širmas «серый»; алб. thjerrë «чечевица» при лат. cicero «горох», арм. sisern «горох»                                          |
| **g’h>*dz>dh   | алб. vjedh «красть» при санскр. वहति (vahati) «несёт, увозит», лат. vehō «несу, везу», гот. gawigan «красть»                                                 |

| Лабиовелярные                                  | Примеры                                                                                         |
| ---------------------------------------------- | ----------------------------------------------------------------------------------------------- |
| *gw> g перед непередними гласными и согласными | алб. grelle «глубокое место» при др.-греч. βάραθρον «жерло, пропасть», лит. gurklỹs, рус. горло |
| *gw>z перед передними гласными                 | алб. zi «чёрный» при ср.-в.-нем. quāt «грязный», лит. gė́da «стыд, срам», ст.‑слав. гадъ         |
| *kw>k перед непередними гласными и согласными  | алб. gjak «кровь» при др.-греч. ὀπός «сок», лит. sakaĩ «древесная смола», рус. сок              |
| *kw>s перед передними гласными                 | алб. pesë «пять» при санскр. pañca, др.-греч. πέντε, лат. quīnque                               |
| *gwh>g перед непередними гласными и согласными | алб. djeg «жечь» при санскр. dáhati «горит, сжигает», лит. dègti «жечь»                         |
| *gwh>z перед передними гласными                | алб. zjarr «огонь» при др.-греч. θέρος «лето», рус. жар                                         |

По современным данным, лувийский язык принадлежит сатемной группе языков, однако он имеет и некоторые рефлексы лабиовелярных:
- пра-и.е. ḱerd- лув. zarza «сердце» при хет. kir/kart, англ. heart, рус. сердце.
- пра-и.е. gʷen- лув. wana- при рус. жена.

Э. Зилер считает эти свидетельства неубедительными.